# Musique Vol. 1 1993–2005
Musique Vol. 1 1993–2005 ist ein Kompilationsalbum der französischen Houseformation Daft Punk aus dem Jahr 2006. Erstmals veröffentlicht wurde es am 29. März 2006 in Japan, am 3. April desselben Jahres unter anderem auch in Deutschland und dem Vereinigten Königreich. Der erste Song Musique ist auch auf dem offiziellen Soundtrack zu Wipeout 2097 enthalten. Das Album ist nach der B-Seite von Daft Punks Single Da Funk, Musique, benannt, da diese öfter verkauft wurde als ihr Debütalbum Homework, aber Musique nicht auf diesem Album enthalten war, erklärte Thomas Bangalter.

## Rezeption

### Chartplatzierungen
Daft Punk konnten mit dem Album diverse Charts erreichen. Es gelang ein sechster Platz der US-amerikanischen Billboard Dance/Electronic Albums. Insgesamt hatte man dort 70 Wochen eine Platzierung inne. In Australien erreichte man Platz 47 und blieb zwei Wochen in den Charts, in der Schweiz wurde Platz 36 erreicht, fünf Wochen blieb man in den Top 75. In beiden offiziellen belgischen Charts konnte man außerdem eine Platzierung verbuchen: Platz 18 (12 Wochen) in Wallonien und Platz 38 (16 Wochen) in Flandern.
| ChartsChartplatzierungen     | Höchstplatzierung | Wochen |
| ---------------------------- | ----------------- | ------ |
| Deutschland (GfK)            | 90 (2 Wo.)        | 2      |
| Schweiz (IFPI)               | 36 (5 Wo.)        | 5      |
| Vereinigtes Königreich (OCC) | 34 (8 Wo.)        | 8      |
| Frankreich (SNEP)            | 127 (7 Wo.)       | 7      |

### Kritik
Das Album bekam überwiegend positive Kritik.
John Bush von Allmusic meinte, dass Daft Punks beste Produktionen über die 12 Jahre hinweg ihre Singles gewesen wären und das Album (zum größten Teil bestehend aus als Singles veröffentlichter Lieder) dies eindrucksvoll beweise. Er vergab 4,5 von fünf möglichen Sternen.
Mark Pytlik von Pitchfork Media vergab 8,4 von 10 erreichbaren Punkten und meinte trotzdem, dass die Zusammenstellung Daft Punks bester Singles unvollständig wäre.

## Titelliste

### CD
1. Musique – 6:50
2. Da Funk – 5:28
3. Around the World (Radio Edit) – 3:59
4. Revolution 909 – 5:28
5. Alive – 5:16
6. Rollin’ & Scratchin’ – 7:28
7. One More Time (Short Radio Edit) – 3:56
8. Harder, Better, Faster, Stronger – 3:45
9. Something About Us – 3:51
10. Robot Rock – 4:47
11. Technologic (Radio Edit) – 2:46
12. Human After All  – 5:19
13. Scott Grooves – Mothership Reconnection (Daft Punk Remix Edit)  – 4:00
14. Ian Pooley – Chord Memory (Daft Punk Remix) – 6:55
15. Gabrielle – Forget About the World (Daft Punk 'Don’t Forget the World' Mix) – 5:45
  - Track 15 ist in iTunes mit Digital Love ersetzt worden. In Japan ist dies der 16. Track auf dem Album.

### DVD
1. Da Funk
2. Around the World
3. Burnin’
4. Revolution 909
5. One More Time
6. Harder, Better, Faster, Stronger
7. Something About Us
8. Robot Rock
9. Technologic
10. Rollin’ and Scratchin’ (live in Los Angeles)
11. The Prime Time of Your Life
12. Robot Rock (Maximum Overdrive)